# Fodboldpigerne
Fodboldpigerne er en dansk dokumentarserie fra 2010 i 6 afsnit med instruktion og manuskript af Nicole N. Horanyi og Malene Rykær. Serien følger et fodboldhold bestående af 13-14-årige piger fra Boldklubben Fremad Valby og blev sendt på DR Ramasjang og DR Ultra.

## Afsnit
| # | Titel                    | Første sendedag  |
| --- | ------------------------ | ---------------- |
| 1 | "Fodboldpigerne - Del 1" | 25. februar 2010 |
| U-15 fodboldpigerne i Fremad Valby er netop rykket op i den aller stærkeste række Elite Øst. Nu får det talentfulde hold for alvor modstand på banen. Chirine er holdets korthårede midtbanespiller og allerede udtaget til et særlige unionshold på Sjælland. Amina har også talentet og drømmen om at komme på landsholdet en dag. Hun har været til optagelsesprøve og fået en afgørende besked. |                          |                  |
| 2 | "Fodboldpigerne - Del 2" | 2010             |
| Ranya er lige startet til fodbold. Det er svært at være den nye pige på inde og uden for banen, hvis hun da overhovedet får lov at blive skiftet ind. Den talentfulde midtbanespiller Chirine kæmper også. Hun har gigtfeber og skal tage medicin dagligt for at holde sygdommen nede. Gør hun ikke det, kan hun miste sine helt særlige fodboldevner.                                              |                          |                  |
| 3 | "Fodboldpigerne - Del 3" | 2010             |
| Mira er den mest populære pige på holdet og datter af hjælpetræner Lennart. Hun er opvokset i Fremad Valby og helt naturligt holdets anfører. Pigerne er konstant i konkurrence om Miras opmærksomhed og det kommer til et afgørende opgør på træningslejren i Spanien. |                          |                  |
| 4 | "Fodboldpigerne - Del 4" | 2010             |
| Nederlagene til de mange andre stærke hold har taget hårdt på Fremad Valbys fodboldpiger. Holdånden er helt i bund og trænerne Ida og Lennart må tage nye metoder i brug for at få pigerne til at arbejde sammen i stedet for imod hinanden. Amina er en hård negl. Hun er ikke bange for konfrontationer og hun hader at blive skiftet ud.                                                         |                          |                  |
| 5 | "Fodboldpigerne - Del 5" | 2010             |
| Med deres 13-14 år er fodboldpigerne for alvor ved at træde ind i en ny fase i livet. Det mærker de selv tydeligt både indeni og udenpå. Molly G fra 2.-holdet må indse, at en sports-bh er uundværlig, holdets hippie Agnes går til demonstration, og så hjælper træneren Ida pigerne med at få styr på øjenbrynene.                                                                               |                          |                  |
| 6 | "Fodboldpigerne - Del 6" | 2010             |
| Sæsonen er ved at være slut. Det har været et hårdt forår og forud lægger endnu et par store beslutninger og venter. Jeanette vælger at give sit skadede knæ en sit chance på banen, mens Harboe skal afgøre om hun fortsætte til fodbold eller have mere tid til sin nye kæreste. Til afslutningsfesten skal årets fighter kåres og pigerne skal tage afsked med deres træner igennem 4 år.        |                          |                  |